# Долгий Войнилов
До́лгий Войни́лов (укр. Довгий Войнилів) — село в Верхнянской сельской общине Калушского района Ивано-Франковской области Украины.
Население по переписи 2001 года составляло 1405 человек. Занимает площадь 20,387 км². Почтовый индекс — 77320. Телефонный код — 03472.